# Momenabad
Momenabad – miasto w Iranie, w ostanie Lorestan. W 2016 roku liczyło 1821 mieszkańców.